# Colletes isthmicus
Colletes isthmicus là một loài Hymenoptera trong họ Colletidae. Loài này được Swenk mô tả khoa học năm 1930.